# 1902 års Cecilia-psalmbok
Cecilia kallas den psalmbok som används i Stockholms katolska stift. Första upplagan, Cecilia – Samling af kyrkliga hymner, utkom 1902. Den innehåller 268 psalmer samt ett latinskt tillägg. Utgivare var jesuitpastorn Edvard Wessel och dess legitimitet anges på ett försättsblad med latinsk formulering: ”Imprimatur – Holmiae, die Festo Purificationis B-M-V. 1902”, undertecknat av Albertus Bitter, som hade titeln Episc dolich, vic Apost Suecia. Ursprungligen fanns inga uppgifter om författare och kompositörer. Flera texter och melodier tros vara skrivna av Wessel själv. Ett flertal andra psalmer kommer ur den tyska katolska psalmtraditionen på 1800-talet. 

### Fotnoter
1. ↑  ”Cecilia” (på engelska). Worldcat. 13 mars 1902. https://www.worldcat.org/title/cecilia-samling-af-kyrkliga-hymner/oclc/924172874&referer=brief_results. Läst 16 oktober 2017.